# Chuck Nice
Chuck Nice (10 de julio de 1976 en Filadelfia) es un comediante y presentador de radio y televisión estadounidense. Inició su carrera en radio en un programa llamado The Radio Chick, transmitido por la emisora 92.3 Free FM en la ciudad de Nueva York. Además es un frecuente colaborador en los programas de televisión Best Week Ever de VH1 y The Smoking Gun Presents: World's Dumbest... de truTV. Es uno de los comediantes más frecuentes en los clubes de comedia HA! y Comic Strip Live en Nueva York.
Ha aparecido con frecuencia en el podcast StarTalk junto al reconocido astrofísico Neil deGrasse Tyson. Desde el 1 de febrero de 2017, Nice ha presentado el programa Playing with Science junto a Gary O'Reilly.